# Sitirejo (Wagir)
Sitirejo is een bestuurslaag in het regentschap Malang van de provincie Oost-Java, Indonesië. Sitirejo telt 9008 inwoners (volkstelling 2010).